# 理查德·克里納
理查德·当奴·克里纳（英語：Richard Donald Crenna，1926年11月30日—2003年1月17日）又名理查德·克里纳（Richard Crenna），美国电影、电视剧演员。他曾演出《圣保罗炮艇》等電影，最為人熟悉是在《第一滴血》系列电影中饰演的霍夫曼上校一角。
於2003年1月17日因胰腺癌病逝，享年76岁。

## 生平
克里納出身於意大利裔家庭，高中畢業後適值二次大戰，加入美軍，參與過對歐洲之戰事。二戰後重返校園，於南加州大學獲得英國文學學位。
早於學生時代克雷納開始出道，最先參與電台廣播劇，至1952年投身電視台演出，曾擔任多部連續劇男主角。
克雷納最廣為人知之演出是於1980年代第一滴血系列三部作品中，飾演主角上司霍夫曼上校一角。